# Pojezierze Meklemburskie

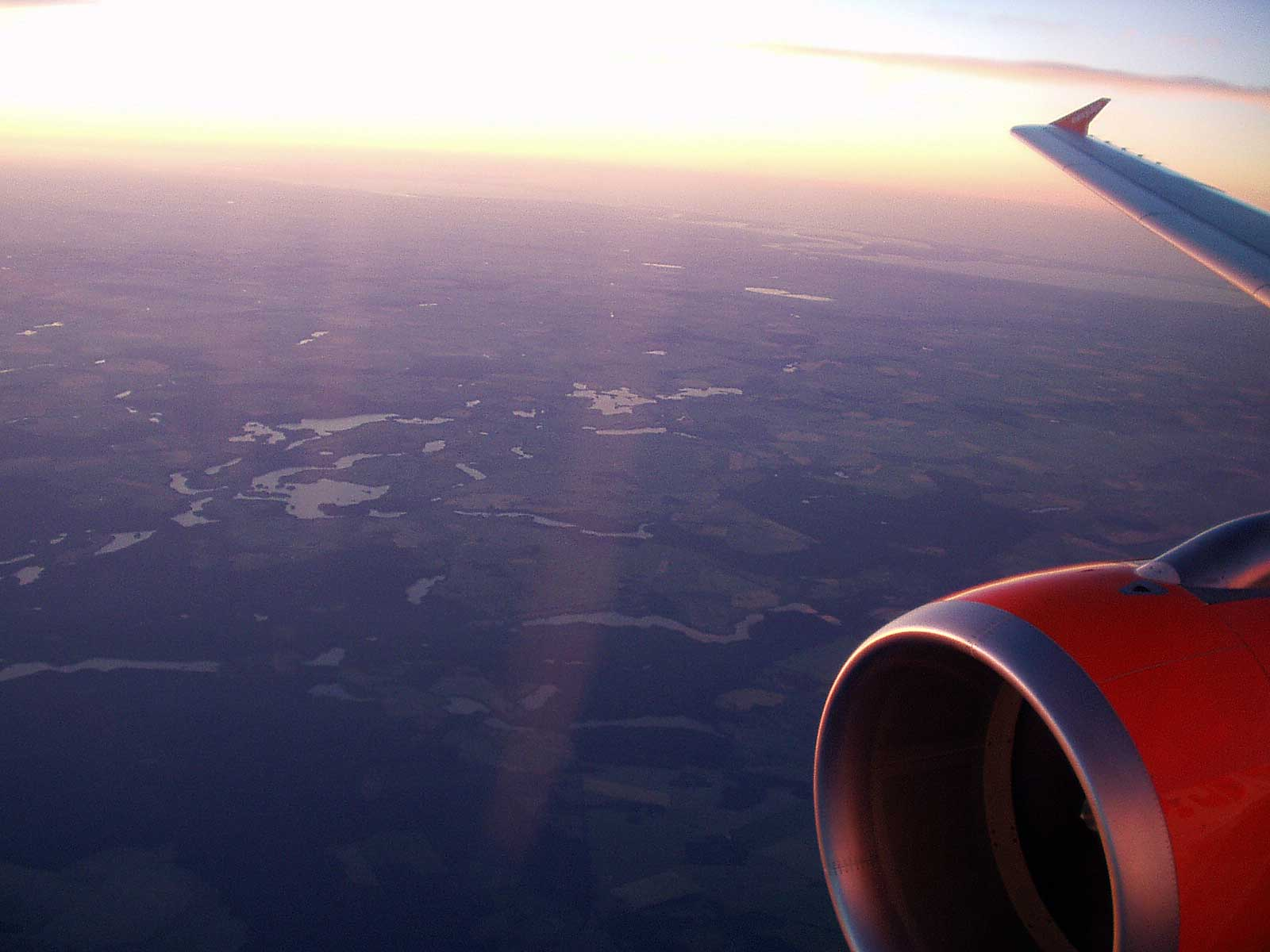
Widok na pojezierze z wysokości 8 km

Pojezierze Meklemburskie (niem. Mecklenburgische Seenplatte) – pojezierze leżące w centralnej i południowej części landu Meklemburgia-Pomorze Przednie. Niekiedy mówi się o Pojezierzu Meklembursko-Brandenburskim ze względu na fakt, że w północnej części Brandenburgii istnieje również wiele jezior o takim samym pochodzeniu.
Pojezierze powstało podczas i tuż po ostatniej epoce lodowcowej.
Na pojezierzu znajduje się szereg parków narodowych, rezerwatów przyrody oraz jeziora z unikatową florą i fauną. Należą do niego takie jeziora jak Müritz, Schweriner See, Schaalsee, Plauer See, Jezioro Fleesen czy Jezioro Kölpin. Są także wydzielone tereny łowieckie. Większe miasta to Neubrandenburg, Neustrelitz, Rheinsberg, Waren (Müritz), Röbel/Müritz, Malchow i Plau. Razem z Pojezierzem Mazurskim i Pojezierzem Pomorskim stanowią trzy największe skupiska jezior nad Morzem Bałtyckim (tzw. Pojezierze Bałtyckie).
Pojezierze dzieli się na:
- Wielkie Jeziora Meklemburskie (j. niem. Mecklenburgische Großseengebiet) w skład których wchodzą jeziora: Müritz, Plauer See, Kölpinsee. Rejon leży w zlewni rzeki Elde.
- Małe Jeziora Neustrelitzkie (j. niem. Neustrelitzer Kleinseengebiet) – zbiorniki wodne położone w rejonie miejscowości Neustrelitz i leżące w zlewni rzeki Haweli razem z Pojezierzem Rheinsbergskim (j. niem. Rheinsberger Seengebiet), położonym na północ od miejscowości Rheinsberg i leżącym w zlewni rzeki Rhin.
- Pojezierze Feldbergskie (j. niem. Feldberger Seenlandschaft) – region krajobrazowy skupiający gminy leżące w zlewni Haweli.

## Osadnictwo
Pojezierze zostało już zaludnione około 10 tys. lat p.n.e. przez myśliwych i rybaków, po których pozostały do dziś kamienne groby.
W III i IV wieku przybyli w to miejsce osadnicy germańscy z południa, którzy z kolei zostali wyparci w VI wieku przez plemiona Połabian, którzy później zmieszali się z pozostałymi na tym terenie osadnikami.
Od XII wieku zaczęli się tu osiedlać niemieccy osadnicy.

## Turystyka
Pojezierze Meklemburskie ze względu na swoje walory krajobrazowe oraz wyjątkowo czyste wody jezior i rzek jest niezmiernie atrakcyjne turystycznie. Rejon całego pojezierza, z wyłączeniem rezerwatów przyrody, jest udostępniony do uprawiania sportów wodnych – kajakarstwa oraz sportów motorowodnych. Jeziora połączone są ze sobą systemem kanałów i śluz, co umożliwia odbywanie długich rejsów połączonych ze zwiedzaniem licznych zabytkowych miast i obserwowaniem przyrody oraz wędkowaniem. Ze względu na ochronę przyrody, turystów obowiązuje wiele ograniczeń, między innymi: ograniczenie prędkości łodzi motorowych do 25 km/h na jeziorach i maksymalnie do 10 km/h na rzekach i kanałach, zakaz zrzucania ścieków do wód jeziornych. W regionie liczne, dobrze wyposażone mariny.